# Шрайбер, Франц
Франц Шрайбер (нем. Franz Schreiber; 8 мая 1904, Дрезден — 26 февраля 1976, Гамбург) — штандартенфюрер СС, кавалер Рыцарского креста Железного креста.
Член НСДАП с 1 февраля 1933 года (партийный билет № 1934152), член СС (№ 281906).
- С 1 июня 1937 года — оберштурмфюрер СС, командир роты.
- С 11 сентября 1938 года — гауптштурмфюрер СС.
- С 6 июля 1940 года — командир 2-го батальона полка СС «Германия».
- С 1 декабря 1940 года — командовал эрзацбатальоном полка СС «Германия».
- С 1 марта 1941 года — командир 1-го батальона 9-го пехотного полка СС.
- С 25 июня 1941 года — командир 1-го батальона 6-го пехотного полка СС в составе оперативной группы войск СС «Норд» (с сентября 1941 — дивизии «Норд», с 1942 — горной дивизии СС «Норд», с 1943 — 6-й горной дивизии СС «Норд»).
- С 4 июля 1941 года — штурмбаннфюрер СС.
- С 20 апреля 1942 года — оберштурмбаннфюрер СС.
- С 30 мая 1942 по 3 апреля 1945 года — командир 12-го горнострелкового полка СС «Михаэль Гайсмайер» в составе дивизии «Норд».
- С 1 по 17 июля 1942 года также исполнял обязанности командира 7-го пехотного полка СС.
- С 9 ноября 1943 года — штандартенфюрер СС.
- С 3 апреля по 8 мая 1945 года — командир 6-й дивизии СС «Норд».

В составе своей дивизии участвовал в боях на северном участке советско-германского фронта, а в 1944 — в операции в Арденнах, за которую получил Рыцарский крест Железного креста.
Автор книги «Kampf unter dem Nordlicht» («Борьба под северным сиянием»), изданной в 1969 году и посвящённой боевому пути дивизии «Норд». В книге, кроме основного текста, собраны документы, схемы, карты, фотографии по теме.

## Награды
- Железный крест 2-го класса (27 мая 1940)
- Железный крест 1-го класса (20 августа 1940)
- Немецкий крест в золоте (19 января 1942)
- Рыцарский крест Железного креста (26 декабря 1944)